# Checkpoint Zoo
Checkpoint Zoo ist ein Dokumentarfilm von Joshua Zeman. Er rekonstruiert die Rettung einer großen Zahl von Tieren durch Freiwillige zu Beginn des russischen Überfalls auf die Ukraine aus einem Zoo in Charkiw. Die Premiere des Films erfolgte im Juni 2024 beim Tribeca Film Festival.

## Inhalt

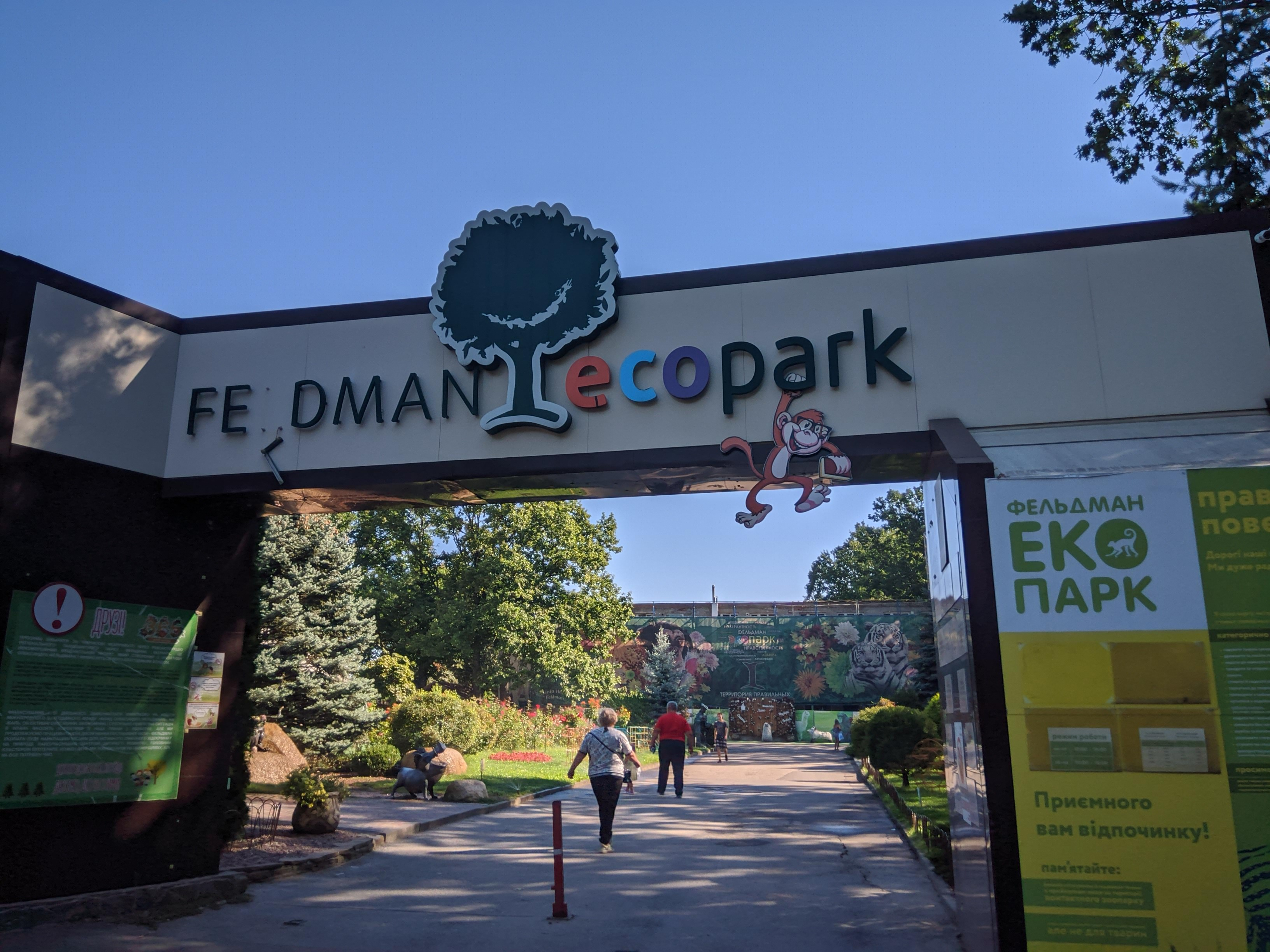
Der Feldman EcoPark in/bei Charkiw

Am 24. Februar 2022 marschierte Russland in die Ukraine ein und löste damit den schlimmsten Krieg aus, den Europa seit über 50 Jahren erlebt hat. Fünf Wochen nach Beginn der Invasion veröffentlichte der Gründer des Feldman-Ökoparks, Oleksandr Feldman, ein ukrainischer Geschäftsmann und Philanthrop, einen verzweifelten Appell in den sozialen Medien. Durch den Beschuss waren Tausende von Tieren, von Elchen und Kängurus bis hin zu Löwen und Affen, in ihren Käfigen gefangen und hatten kaum Nahrung oder Wasser. Zudem waren nur wenige Tierpfleger von den eigentlich 100 Mitarbeitern übrig, um sich um sie zu kümmern.
Innerhalb von 24 Stunden stand eine Gruppe selbstloser Freiwilliger vor dem Feldman EcoPark in den Wäldern außerhalb von Charkiw und bot an, auf jede erdenkliche Weise zu helfen. Viele der Tiere konnten sie in den folgenden Wochen aus dem Zoo evakuieren. 
Der Film rekonstruiert diese Ereignisse anhand von Interviews, Nachrichtensendungen und von Filmmaterial der Tierpfleger und von Freiwilligen. Zu diesen gehören der Tierarzt Tymofij Chartschenko, der zu Beginn des Krieges aus dem Ausland zurückkehrte, und der ehemalige Drogenabhängige Andrij, der im EcoPark einen Job, ein Zuhause und eine Berufung fand.

## Produktion

### Regie und Drehbuch
Regie führte Joshua Zeman, zu dessen früheren Werken die True-Crime-Dokumentation Cropsey und die Naturdokumentation The Loneliest Whale: The Search for 52 gehören. Zeman erfuhr von der Aktion zur Tierrettung im Feldman EcoPark, als er ein Video von einem Schimpansen namens ChiChi sah, der auf dem Freiheitsplatz in Charkiw umherirrte. Er wollte die Hintergrundgeschichte herausfinden. Das Drehbuch schrieb Zeman gemeinsam mit Daniel Lonsbury.

### Dreharbeiten
In Checkpoint Zoo rekonstruiert Zeman die Ereignisse der Evakuierung anhand von Interviews, die unter ständiger Bedrohung durch Artilleriefeuer in der Ukraine geführt wurden, und von Filmmaterial der Tierpfleger und von Freiwilligen. Die Aufnahmen entstanden im Herbst 2022. Hierfür reiste Zeman mehrfach in die Ukraine.

### Veröffentlichung
Die Premiere des Films war am 6. Juni 2024 beim Tribeca Film Festival. Anfang Oktober 2024 wurde Checkpoint Zoo beim Mill Valley Film Festival gezeigt und hiernach beim Hamptons International Film Festival. Im April 2025 fanden Vorstellungen beim Miami Film Festival statt.

## Auszeichnungen
Hamptons International Film Festival 2024
- Auszeichnung mit dem Zelda Penzel Giving Voice to the Voiceless Award[6][8]

Miami Film Festival 2025
- Auszeichnung mit dem Documentary Achievement Award[9]

Palm Springs International Film Festival 2025
- Auszeichnung mit dem Desert Views Award[10]

Tribeca Film Festival 2024
- Nominierung als Bester Dokumentarfilm (Joshua Zeman)
- Zweitplatzierter beim Publikumspreis – Dokumentarfilm[11]